# Csunggje állomás
Csunggje (Junggye) állomás a szöuli metró 7-es vonalának állomása, mely Novon-ku (Nowon-gu) kerületben található. Nevét Csunggje-tong (Junggye-dong)ról kapta, ahol található, jelentése pedig „a Hancshon (Hancheon) patak közepe”.

## Viszonylatok
| 7-es vonal                          | 7-es vonal | 7-es vonal                                                 |
| ----------------------------------- | ---------- | ---------------------------------------------------------- |
| Novon (Nowon) Csangam (Jangam) felé | fő vonal   | Hagje (Hagye) Puphjong-ku cshong (Bupyeong-gu cheong) felé |